# ناتالیا شاپوشنیکوا
ناتالیا شاپوشنیکوا (به انگلیسی: Natalia Shaposhnikova) ژیمناست زادهٔ ۲۴ ژوئن ۱۹۶۱ میلادی اهل کشور شوروی است.